# Oncideres colombiana
Oncideres colombiana är en skalbaggsart som beskrevs av Dillon 1946. Oncideres colombiana ingår i släktet Oncideres och familjen långhorningar.
Artens utbredningsområde är:
- Panama.
- Venezuela.

Inga underarter finns listade i Catalogue of Life.